# Pluto (série)
Pour les articles homonymes, voir Pluto.
Voici la liste des courts métrages de la série Pluto débutée en 1937 :
Note : Pour la filmographie complète, consulter la Filmographie de Pluto.

## Années 1930

### 1937
- Les Quintuplés de Pluto (Pluto's Quin-puplets). Premier film de la série Pluto. Avec Fifi le pékinois.

## Années 1940

### 1940
- Pluto a des envies (Bone Trouble).  Avec Butch le bouledogue.
- Pluto resquilleur (Pantry Pirate).

### 1941
- Le Camarade de Pluto (Pluto's Playmate).

### 1942
- Pluto Junior. Seule apparition du fils de Pluto.
- La Mascotte de l'armée (The Army Mascot).
- Pluto somnambule (The Sleepwalker). Avec Dinah le teckel.
- Un os pour deux (T-Bone For Two) .  Avec Butch.
- Pluto au zoo (Pluto at the Zoo).

### 1943
- Pluto soldat (Private Pluto). Première apparition de Tic et Tac.

### 1944
- Le Printemps de Pluto (Springtime for Pluto).
- Premiers Secours (First Aiders). Avec Minnie et Figaro.

### 1945
- Pluto est de garde (Dog Watch).
- Casanova canin (Canine Casanova).  Avec Dinah et Butch.
- La Légende du rocher coyote (The Legend of Coyote Rock).
- Patrouille canine (Canine Patrol).

### 1946
- Le Petit Frère de Pluto (Pluto's Kid Brother). Avec Butch. Seule apparition du jeune frère de Pluto prénommé K. B.[1]
- Pluto au pays des tulipes (In Dutch). Avec Dinah.
- Pluto détective (The Purloined Pup). Avec Butch et Ronnie le chiot.

### 1947
- Pluto postier (Mail Dog).
- Pluto chanteur de charme (Pluto's Blue Note). Avec Fifi.
- Ça chauffe chez Pluto (Pluto's Housewarming). Avec Butch.
- Pluto, chien de secours (Rescue Dog).

### 1948
- Le Protégé de Pluto (Pluto's Fledgling).
- Pluto bandit (Bone Bandit).
- Pluto fait des achats (Pluto's Purchase) Avec Mickey et Butch.
- Pluto et Figaro (Cat Nap Pluto). Avec Figaro.

### 1949
- Mickey et Pluto au Mexique (Pueblo Pluto). Avec Mickey.
- Pluto et le Bourdon (Bubble Bee).
- Pluto et la Tortue (Pluto's Surprise Package)
- Le Pull-over de Pluto (Pluto's Sweater). Avec Minnie, Figaro et Butch.
- Pluto, chien de berger (Sheep Dog).

## Années 1950

### 1950
- Les Amours de Pluto (Pluto's Heart Throb). Avec Dinah et Butch.
- Pluto et le Rat des champs (Pluto and the Gopher). Avec Minnie.
- Pluto acrobate (Wonder Dog). Avec Dinah et Butch.
- Pluto et son instinct (Primitive Pluto).
- Pluto n'aime pas les chats (Puss Cafe). Première apparition du chat Milton.
- Pluto et les Coyotes (Pests of the West).
- Pluto joue à la main chaude (Food for Feudin'). Avec Tic et Tac.
- Pluto, chien de garde (Camp Dog).

### 1951
- Pluto et la Cigogne (Cold Storage).
- Plutopia[2] (id.). Avec Mickey et Milton.
- Le Chat, le Chien et la Dinde (Cold Turkey). Avec Milton.